# John Abbott College
Das John Abbott College ist ein Cégep in Sainte-Anne-de-Bellevue, Kanada. Es ist das einzige englischsprachige College der Montreal West Island. Es liegt direkt am Sankt-Lorenz-Strom.
Der Campus des Colleges ist etwa 650 Hektar groß und wird geteilt mit dem McDonald-College der McGill University. Benannt ist das College nach dem dritten kanadischen Premierminister und vormaligem Bürgermeister der nahegelegenen Stadt Montréal, Sir John Abbott. Die meisten der einzelnen Gebäude des Colleges tragen ebenfalls Namen von kanadischen historischen Persönlichkeiten.

## Geschichte

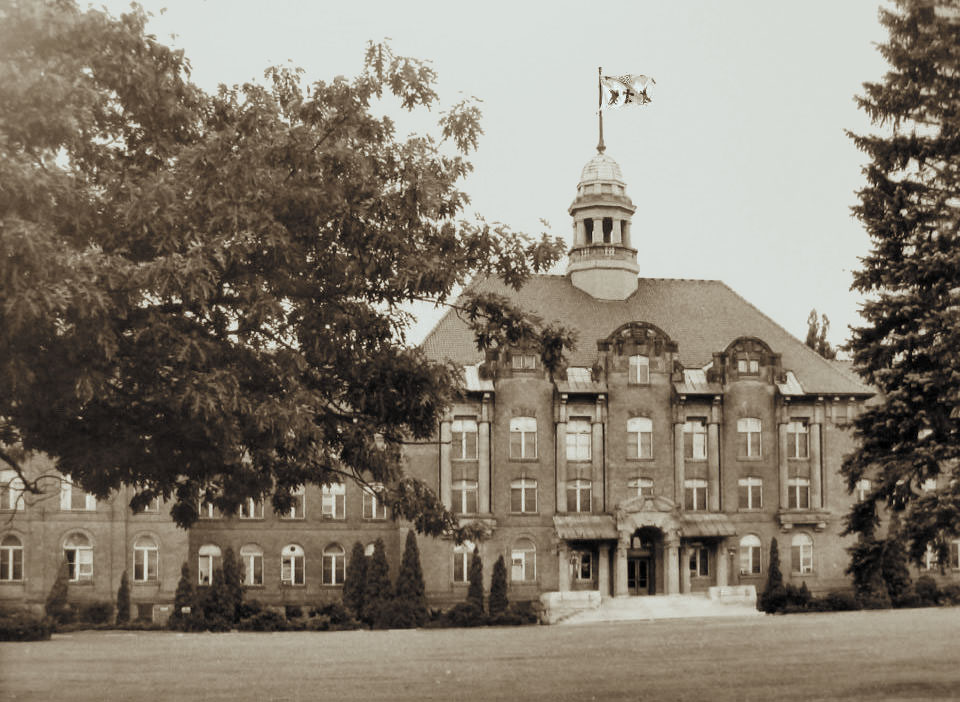
Das Hauptgebäude Herzberg in den 1940er Jahren, als es noch der Macdonald High School gehörte

Sir William Macdonald hat die Gebäude 1906 urkundlich an die McGill University übertragen.
Das College wurde am 6. September 1971 eröffnet, nachdem 1970 die Genehmigung für die Neueröffnung eines Cegeps in Sainte-Anne-de-Bellevue erteilt wurde. Im ersten Jahr waren 1.200 Schüler eingeschrieben. Zunächst wurden die Gebäude des Colleges von der McGill University gemietet.
Drei Jahre später war die Zahl der Studenten des Colleges auf 3.700 angewachsen. Dabei fand der Schulbetrieb teilweise in bis zu zwölf verschiedenen Gebäuden, die heute teilweise zur Macdonald High School gehören, statt. Der Bedarf an größeren Gebäuden wurde bereits am 1972 offiziell konstatiert, am 14. Juni 1972 wurde dann der Bau eines neuen Collegegebäudes in Pointe Claire beschlossen. Die Standortverlegung des Colleges von Sainte-Anne-De-Bellevue nach Pointe Claire wurde unter anderem durch eine bessere Anbindung an den Personennahverkehr begründet. Die Gebäude sollten in unmittelbarer Nähe zum Fairview Pointe-Claire errichtet werden. Die Fertigstellung der Arbeiten war für 1975 geplant. Da jedoch unmittelbar mehr Raum benötigt wurde, wurden die Fakultäten der Bildenden und kreativen Kunst (Fine Arts und Creative Arts) nach Kirkland ausgelagert.
Schließlich wurden die Pläne eines Neubaus in Pointe-Claire jedoch verworfen. 1979 wurde das Casgrain-Center fertiggestellt. Damit war es lange Zeit der einzige Gebäudeteil, der Eigentum des John Abbott College war. Im Herbst desselben Jahres wurde die Kunstabteilung wieder nach Sainte-Anne-De-Bellevue zu den übrigen Bereichen verlagert.
Alle übrigen Gebäude, die von der McGill University angemietet wurden, wurden bis 1981 grundrenoviert. 2002 kaufte das College – bis dato das letzte College in Québec, das noch Collegegebäude mietete – alle gemieteten Gebäude mit Ausnahme der Brittain Hall von McGill ab.

## Gebäude
Das College besteht aus verschiedenen Gebäudeteilen.

### Herzberg
Herzberg ist das Hauptgebäude des Colleges. Es ist zentral gelegen; der Haupteingang zeigt auf den größten Teil des Campus. Benannt ist er nach dem deutschen Gerhard Herzberg, der 1935 als Flüchtling nach Kanada übersiedelte und dort den Nobelpreis für Chemie verliehen bekam.
Im Erdgeschoss des Herzberg-Gebäudes findet sich der einzige Eingang zur großen dreistöckigen Bibliothek des Colleges. Darüber hinaus finden sich viele administrative Büros wie das Sekretariat oder die Student's Activities. In der ersten Etage findet sich das Physik-Department, in der zweiten der Bereich Chemie, jeweils inklusive der sogenannten Labs, in denen naturwissenschaftliche Versuche durchgeführt werden.

### Bibliothek

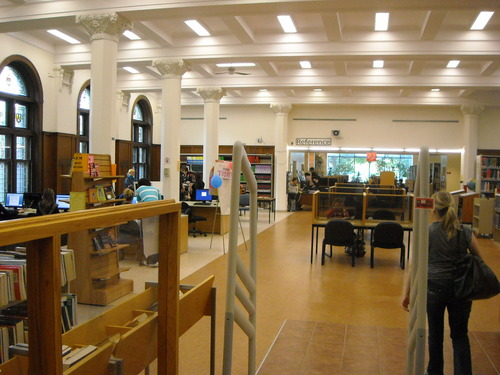
Blick vom Eingang der Bibliothek ins Innere (Erdgeschoss)

Das College verfügt über eine eigene, dreistöckige Bibliothek unter der Leitung der Bibliothekarin Janette Wygergangs. Sie findet sich im Zentrum der Collegegebäude unmittelbar hinter dem Haupteingang.
Im Unter- und Erdgeschoss finden sich insgesamt über 80.000 Bücher. Im ersten Obergeschoss finden sich die Media Services mit einer großen Anzahl an VHS-Kassetten und DVDs sowie Notebooks zum Verleih. Darüber hinaus stehen hier Einzelplätze mit Fernsehgeräten zur Verfügung. In allen drei Stockwerken finden sich insgesamt etwa 300 Einzelarbeitsplätze für Schüler, die durch Holz- oder Glaswände voneinander getrennt sind. Im Erdgeschoss finden sich 16 frei zugängliche Computer, darüber ist in allen Bereichen der Bibliothek Internet über Wireless LAN verfügbar. Es stehen mehrere Study Rooms für Schülergruppen zur Verfügung, deren Schlüssel kostenlos erhältlich sind.

### Hochelaga
Halbrechts der Bibliothek schließt sich das Hochelaga-Gebäude an das Herzberg-Gebäude an. Als einziges Gebäude trägt das Hochelaga-Gebäude nicht den Namen einer Persönlichkeit mit kanadischen Hintergrund. Vielmehr war Hochelaga ein Dorf der Sankt-Lorenz-Irokesen, aus dem seit etwa dem 16. Jahrhundert die Stadt Montreal entstanden ist. Das College erklärt die Benennung als Ehrerbringung für die kanadischen Ureinwohner, die First Nations.
Im Hochelaga-Gebäude findet sich unter anderem die Wirtschaftskunde (Business Administration).

### Penfield

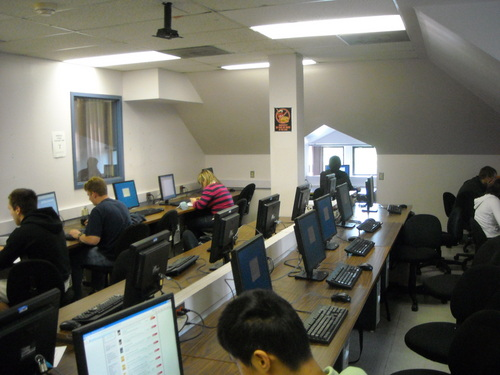
Eines der Computer Labs

Das Penfield-Gebäude befindet sich halblinks vom Haupteingang zwischen der Bibliothek und dem Casgrain Center. Der Name führt auf Wilder Penfield, einen kanadischen Neurochirurgen, zurück.
Im Erdgeschoss sowie der ersten Etage finden sich Unterrichtsräume, in denen in erster Linie Sprachen (Englisch und Fremdsprachen) unterrichtet werden. Im zweiten Stock findet sich das Penfield Computer Lab mit mehr als 250 Computer-Arbeitsplätzen. Drei Räume stehen zur ständigen Schülernutzung zur Verfügung, die anderen dienen als Unterrichtsräume.

### Casgrain
Das Casgrain-Gebäude (häufig auch als Casgrain Center bezeichnet) liegt links vom Penfield-Gebäude. Der Name des Gebäudes ist zu Ehren der kanadischen Rechtsanwältin und Frauenrechtlerin Thérèse Casgrain gewählt worden.
Im Casgrain-Gebäude findet sich das Schwimmbad sowie die Dreifach-Sporthalle. Im Untergeschoss befinden sich Squash-Felder, ein Verleih für verschiedene Sportgeräte und Schutzkleidung, die Umkleidekabinen, Duschen und Saunen. Darüber hinaus liegt das Radio- und Fernsehstudio im Untergeschoss des Casgrain Centers. Im Erdgeschoss findet sich die sogenannte Munch Box, ein Kiosk.